# Sân vận động M&T Bank
Sân vận động M&T Bank (tiếng Anh: M&T Bank Stadium) là một sân vận động bóng bầu dục đa năng nằm ở Baltimore, Maryland. Đây là sân nhà của Baltimore Ravens của National Football League. Sân vận động nằm ngay sát Oriole Park tại Camden Yards, sân nhà của Baltimore Orioles. Thường được gọi là "Sân vận động Ravens", Sân vận động M&T Bank chính thức mở cửa vào năm 1998, và hiện là một trong những sân vận động được ca ngợi nhiều nhất ở NFL về các tiện nghi dành cho người hâm mộ, sự dễ dàng tiếp cận, nhượng quyền và các cơ sở khác. Sức chứa được liệt kê cho Sân vận động M&T Bank là 71.008 chỗ ngồi.
Sân vận động ban đầu được gọi là Sân vận động Ravens tại Camden Yards, cho đến khi PSINet mua lại quyền đặt tên vào năm 1999, đặt tên là Sân vận động PSINet. Sau đó sân trở lại với tên Sân vận động Ravens vào năm 2002 khi PSINet nộp đơn xin phá sản. Ngân hàng M&T đã mua quyền đặt tên vào năm 2003 và ký hợp đồng 15 năm, trị giá 75 triệu đô la với Ravens, được môi giới bởi Team Services, LLC. Thỏa thuận quyền đặt tên cho Sân vận động M&T Bank đã được gia hạn với giá 60 triệu đô la trong 10 năm vào năm 2014, kéo dài tên đến năm 2027.